# ULAS J145243.59+065542.9
ULAS J145243.59+065542.9 ist ein etwa 260 Lichtjahre von der Erde entfernter Brauner Zwerg der Spektralklasse T4.5 im Sternbild Jungfrau. Er wurde 2007 von Tim R. Kendall et al. entdeckt.